# Sazaník květnatý

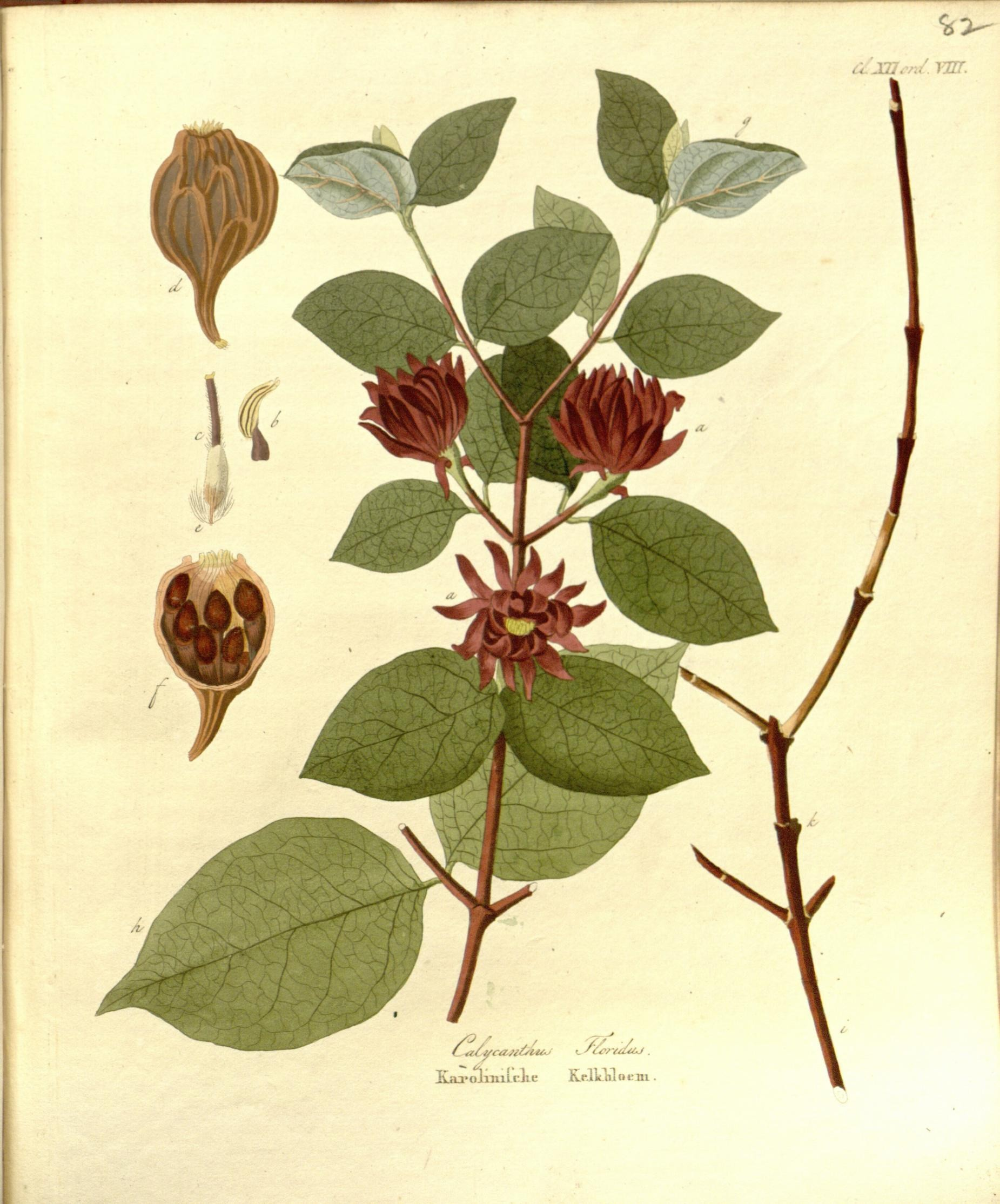
Botanická ilustrace z roku 1802

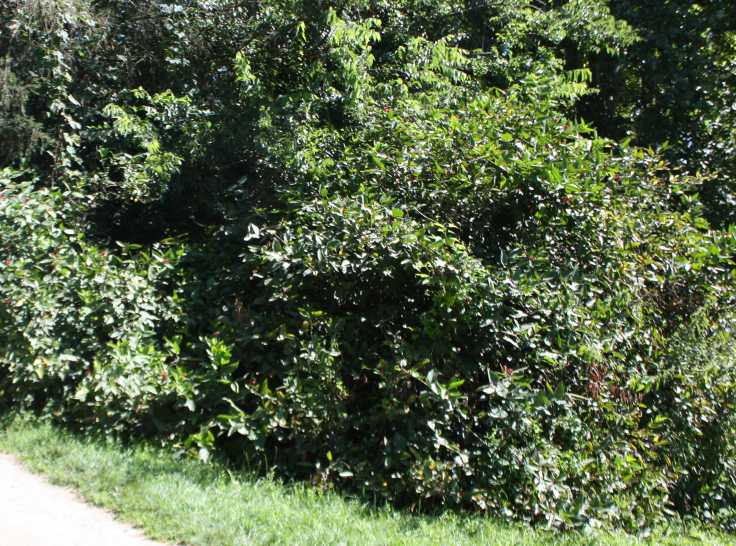
Kvetoucí keř v parku Lednice

Sazaník květnatý (Calycanthus floridus) je rostlina z čeledi sazaníkovité. Je to opadavý aromatický keř se vstřícnými jednoduchými listy a tmavě červenými květy neobvyklého vzhledu. Je rozšířen v jihovýchodních oblastech USA. Sazaník květnatý je pěstován jako zajímavý keř zejména v botanických zahradách a arboretech a lze se s ním setkat i v České republice.

## Popis
Sazaník květnatý je opadavý vzpřímený keř, dorůstající v domovině výšky až 3,5 metru. Kůra je při rozemnutí silně kořenitě vonná. Postranní pupeny jsou částečně kryty bázemi řapíků. Listy jsou jednoduché, vstřícné, celokrajné, 5 až 15 cm dlouhé a 2 až 6 cm široké. Čepel listů je eliptická, podlouhlá nebo vejčitá, na bázi klínovitá až uťatá, na vrcholu špičatá, zašpičatělá nebo tupá. Na rubu jsou listy lysé nebo chlupaté, zelené nebo nasivělé. Řapík je 3 až 10 mm dlouhý, lysý nebo chlupatý. Květy jsou jednotlivé, tmavě červenohnědé, 2 až 6 cm široké, s válcovitou až hruškovitou češulí. Voní po jahodách. Tyčinek je 10 až 20. Kvete v červnu a červenci. Plody jsou obvejcovité, 6 až 7 cm dlouhé.

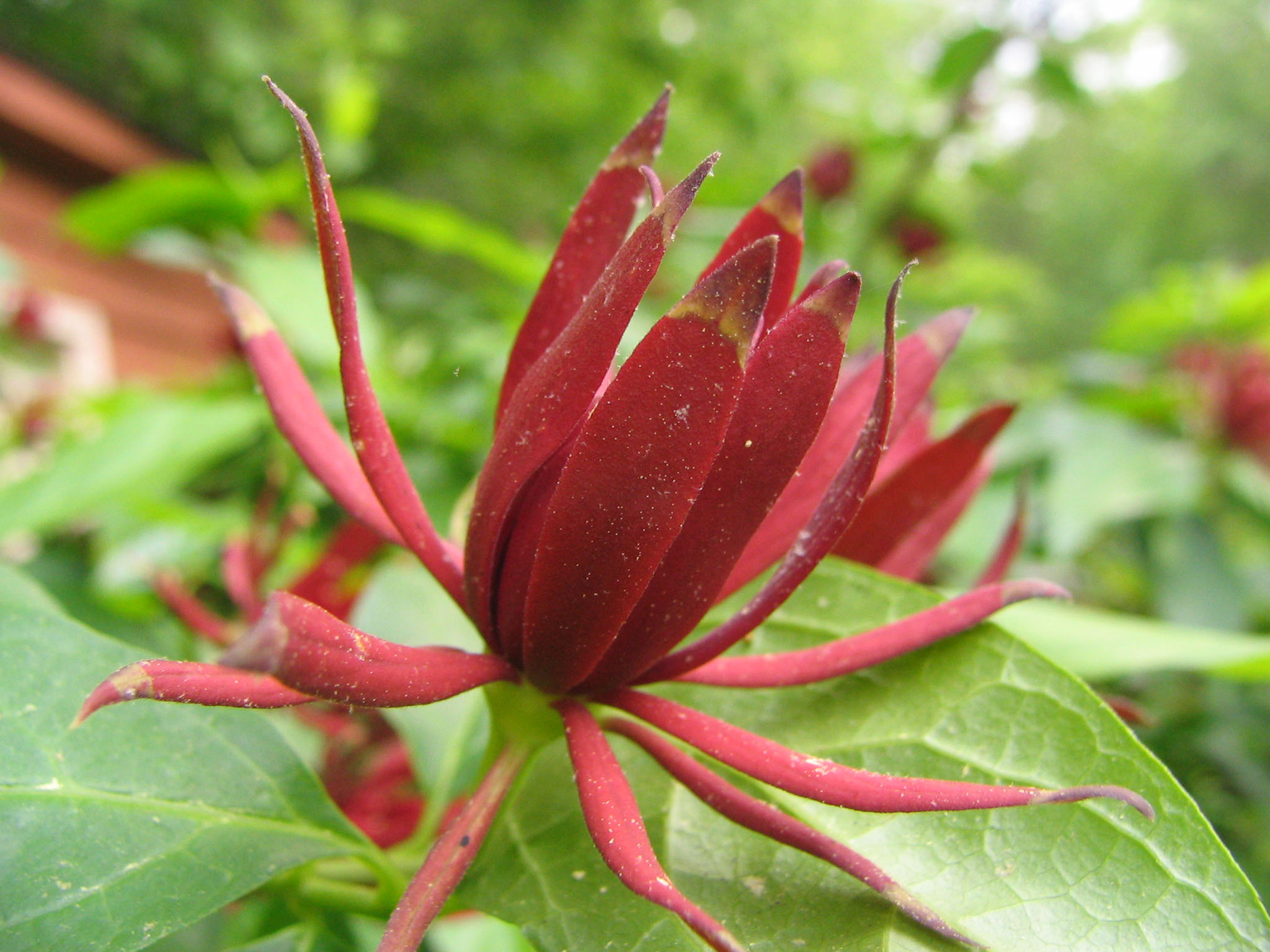
Květ sazaníku květnatého
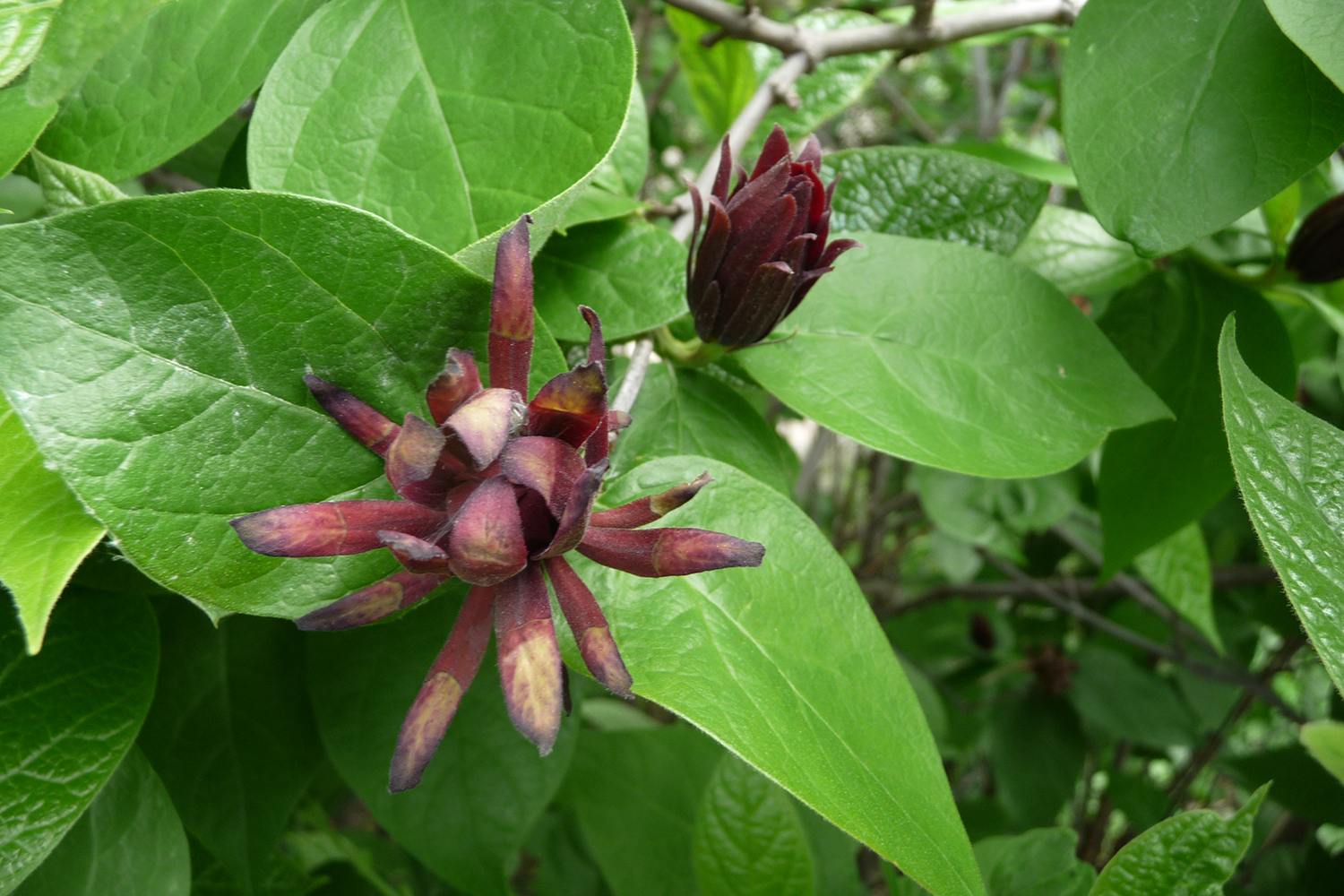
C. floridus var. glaucus
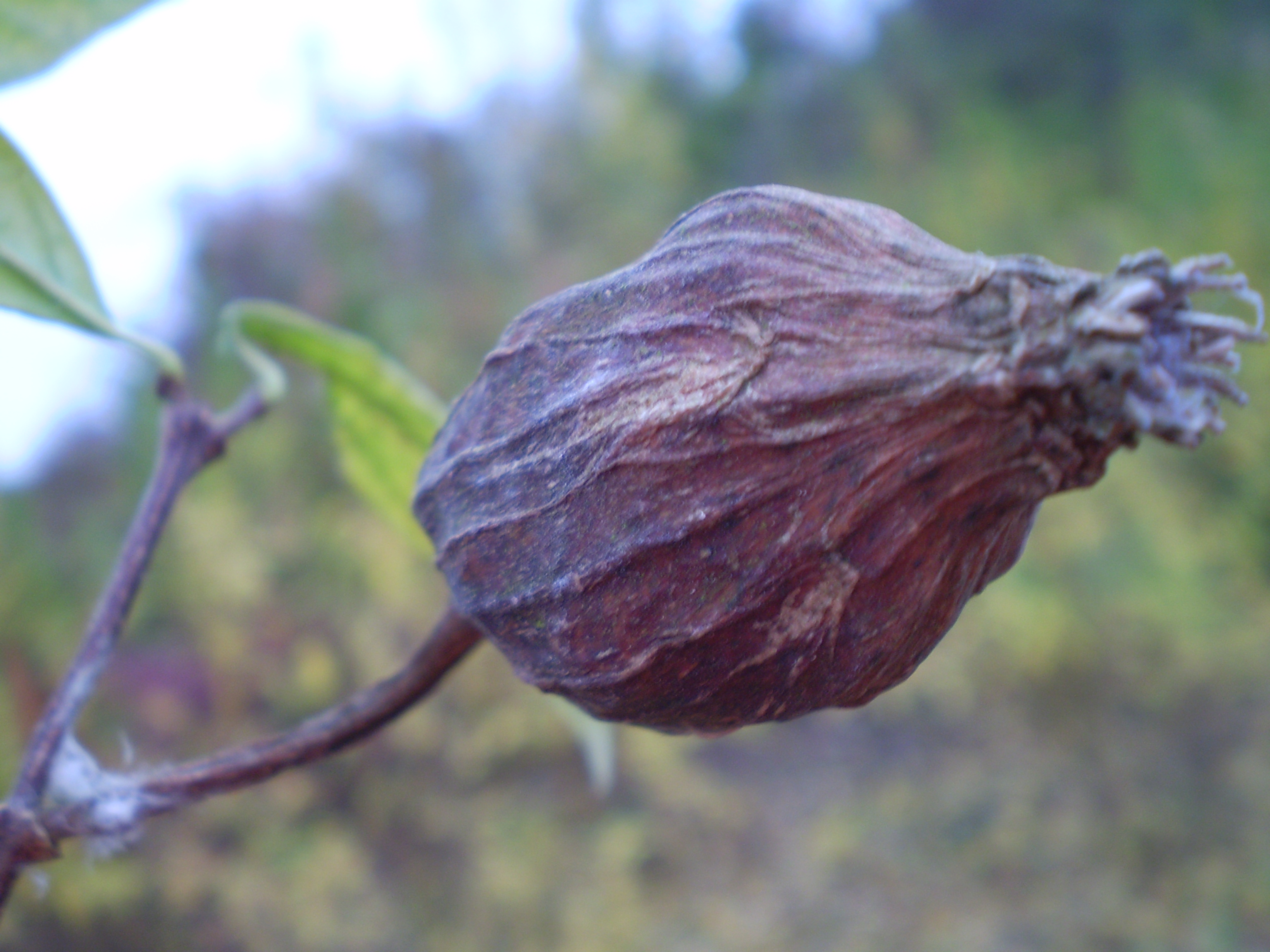
Plod sazaníku květnatého

## Synonyma
Calycanthus sterilis

## Rozšíření
Sazaník květnatý se přirozeně vyskytuje v jihovýchodních oblastech USA. Roste v podrostu listnatých a smíšených lesů a na jejich okrajích a podél vodních toků v nadmořských výškách do 1850 metrů. Areál rozšíření sahá od východní Louisiany na severovýchod po Virginii. S výjimkou okrajové části se nevyskytuje na Floridě.

## Taxonomie
V současné taxonomii je v oblasti jihovýchodu USA rozlišován jediný druh, Calycanthus floridus se 2 varietami: var. floridus a var. glaucus. Var. glaucus se odlišuje od nominátního druhu téměř či zcela lysou rubovou stranou listů. V minulosti byl tento taxon uváděn i jako samostatný druh, Calycanthus fertilis. V některých oblastech areálu (sv. Alabama, sz. Georgie, j. Tennessee) existuje plynulý přechod mezi oběma varietami.
Jako samostatný druh je někdy uváděn i Calycanthus brockianus, který se vyznačuje zelenavými květy. Vzhledem k tomu, že není schopen opylení pylem diploidního C. floridus, uvažuje se o možnosti, že se jedná o spontánně se objevující triploidní taxon. Taxonomický status není dosud vyjasněn a ve většině zdrojů je tento název uváděn jako synonymum C. floridus var. floridus.

## Význam
Sazaník květnatý je pěstován jako okrasný keř. Květy mají atraktivní tvar a barvu, při pohledu z dálky jsou však mezi listy málo nápadné a proto se doporučuje sazaník vysazovat blízko cest, aby bylo možno jej pozorovat zblízka. V České republice se s ním lze setkat zejména ve sbírkách botanických zahrad a arboret, např. v Lednickém parku, Dendrologické zahradě v Průhonicích, Pražské botanické zahradě v Tróji, Průhonickém parku a Arboretu Žampach. Byly vypěstovány i zahradní kultivary, odlišující se zejména barvou, vůní a velikostí květů, tvarem a lesklostí listů aj. Z českých botanických zahrad je uváděn kultivar 'Purpureus' s načervenalými výhonky a spodní stranou listů, 'Athens' s krémově zbarvenými květy a 'Michael Lindslay' s květy hnědočervenými, silně vonnými. Sazaník květnatý byl též použit při šlechtění některých velkokvětých kříženců se sazaníkem čínským.
Severoameričtí indiáni kmene Čerokí používali sazaník květnatý při léčení nemocí močových cest.

## Pěstování a množení
Sazaník květnatý prospívá ve výživných, čerstvě vlhkých půdách na chráněném, výslunném nebo polostinném stanovišti. Nevyhovují mu suché ani přemokřené půdy. Rostliny vysazené na výsluní mají při zachování odpovídající půdní vlhkosti kompaktnější vzrůst a bohatěji kvetou. Obvykle netrpí škůdci.
Množit lze výsevem semen nebo vegetativně. Plody je nejlepší sklízet ještě za zelena a semena bezodkladně vysít do truhlíku pod sklo. Lze je také uložit a před jarním výsevem stratifikovat, výsledek je však nejistý. V některých letech dozrávají semena i v České republice. Zelené letní řízky zakořeňují dosti špatně. Mladé rostliny je třeba prvním rokem přezimovat ve skleníku. K množení se dále používá hřížení, odkopky a kořenové řízky.